# スナノミ

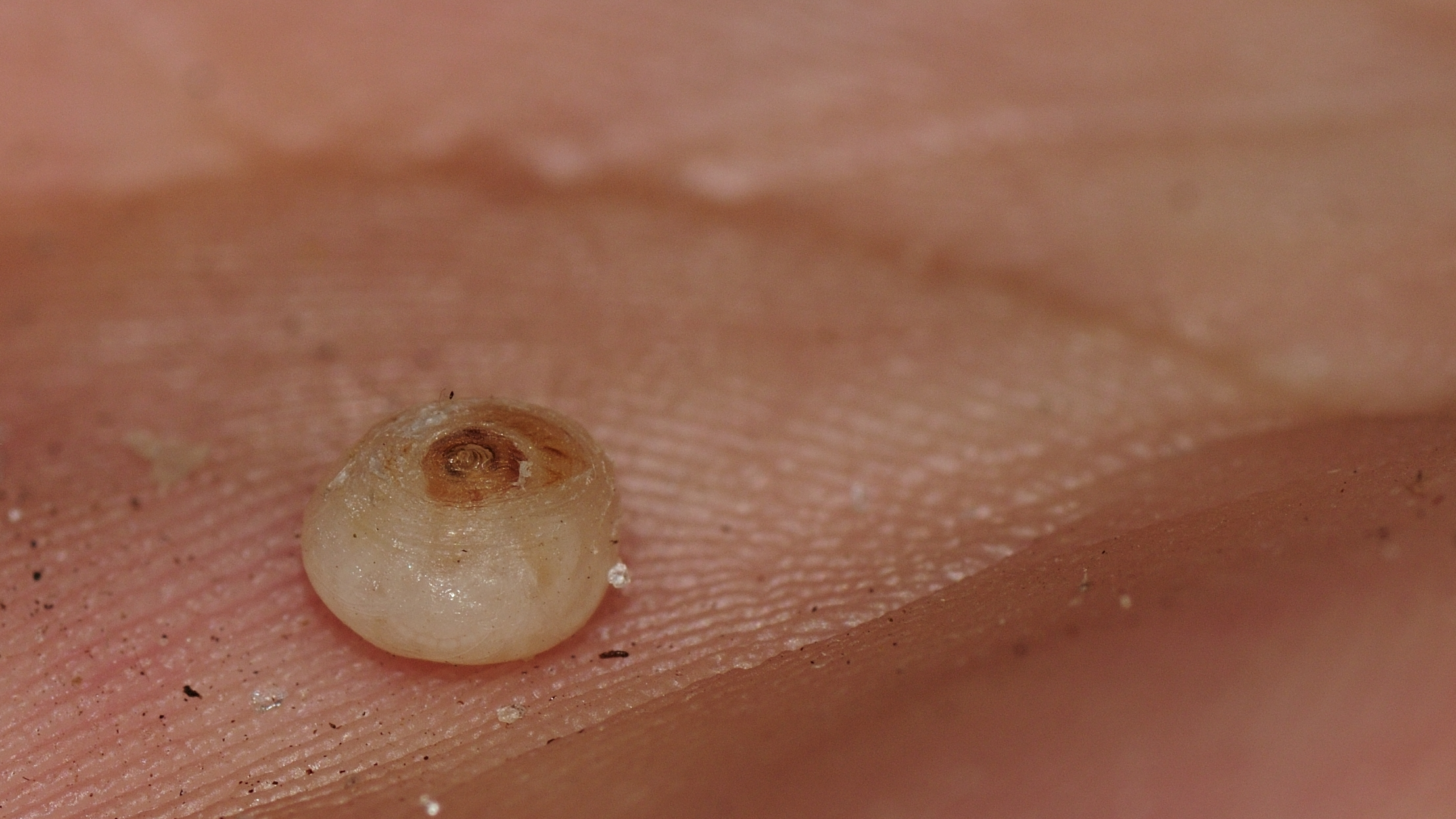
スナノミ

スナノミ（砂蚤、Tunga penetrans）は、ノミ目スナノミ科に属するノミ。成虫は体長1 mmとノミの中では最小である。アフリカ大陸などに棲息し、ヒトの手や足に寄生して吸血しながら繁殖するスナノミ症は、世界保健機関（WHO）により「顧みられない熱帯病」（NTDs）の一つに指定されている。

## 生態
原産地は西半球の北緯30度から南緯30度にあたるアメリカ大陸や西インド諸島と考えられている。アフリカ、南アメリカ、西インド諸島を含む熱帯から亜熱帯にかけて広く分布し、乾燥した砂地などに生息する。
スナノミは乾燥した砂地のほか豚小屋や鳥小屋の周囲にも生息し、雌雄ともにヒトや家畜、イヌ、ネコ、ネズミなどの皮膚に寄生して吸血する。雌は産卵のためにヒトやブタなどの宿主内の皮膚に真正寄生して真皮から吸血によって栄養をとる。卵が成熟すると腹部が膨らんで5 mm以上となり、腹部後端から1日に150個から200個の卵を産卵し死に至る（宿主への寄生からは2 - 4週間後である）。虫卵は砂地に落ちてから数日で孵化。幼虫は土中で1週間から3か月で蛹になり、蛹は1週間から1年で成虫になる（これらの期間は気候条件に左右される）。

## スナノミ症

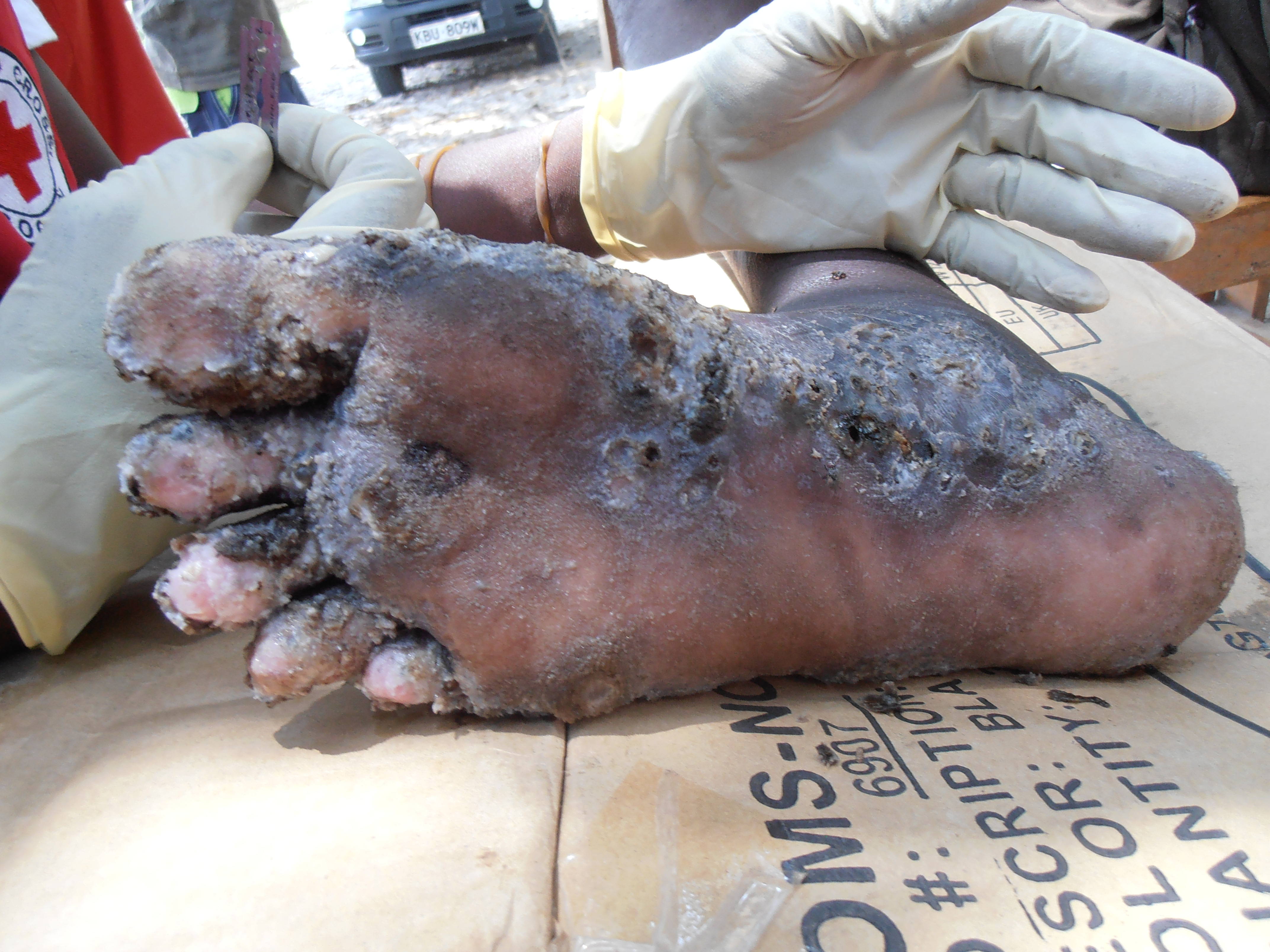
スナノミ症にかかった足

スナノミ症は、スナノミの雌の成虫が宿主の皮膚内でネオゾームと呼ばれる腫大した構造を形成することで生じる寄生虫性皮膚疾患。顕微鏡で患部を観察すると、スナノミの尻が動いているのを見ることができる。

### 症状と予防・治療
スナノミの虫体は跳躍力が最高約3.5 cmと弱いためにスナノミ症の好発部位は足（踵、爪下部、趾間）である。屋内に床を貼って地面と遮断し、靴を履き、手足を含む身体を洗って清潔にしておくことが予防に有効だが、そうする余裕がない貧困層が寄生されやすい。
症状は炎症による刺激感や掻痒、疼痛など。悪化すると歩行が困難になったり、足や指などがガス壊疽により切断に至ったりすることがある。また破傷風を併発することがある。
特効薬はなく、対症療法として足のケアが行なわれる。直接的な治療はノミの除去で、細菌による二次感染に対しては抗生物質の投与が行われる。

### 伝播
スナノミの原産地はアメリカ大陸や西インド諸島で、1492年のクリストファー・コロンブスによる新大陸「発見」の航海ではサンタマリア号の船員がハイチでスナノミによる被害を受けた。1861年から1867年のメキシコ出兵では野営したフランス第二帝政の兵士らが集団で発症した。
19世紀終わりのインド人の集団移動ではインドからパキスタンにまで拡大。第一次世界大戦での東アフリカ戦線や、第二次世界大戦でのエチオピア戦線でも兵士が集団で感染して被害を受けている。
日本では1975年に最初に報告がある。適当な砂地と温度が虫卵の孵化には不可欠であり、日本では輸入例から二次発生した事例は報告されていない。ただし発見後早期の対処がなければ土着する危険性もあると指摘されている。

### 顧みられない熱帯病（NTDs）への位置付け
2019年11月7日、日本の参議院外交防衛委員会にて、秋野公造参議院議員が、スナノミをWHOが定める「顧みられない熱帯病（NTDs）」に位置付けるべきと質して、稲津久厚生労働副大臣が｢秋野議員の指摘を受けて、事務方がWHOに働きかけを行ったと承知している。その結果、アフリカや中南米で深刻な問題となっている寄生虫による皮膚感染症「スナノミ症」について、「顧みられない熱帯病（NTDs）」に含まれるとの世界保健機関（WHO）の見解を日本政府として初めて確認した。」と答弁を行った。。スナノミがNTDsに位置付けられたのは画期的な取り組みである。